# Epictia subcrotilla
Epictia subcrotilla — вид змій родини струнких сліпунів (Leptotyphlopidae). Мешкає в Еквадорі і Перу.

## Поширення і екологія
Epictia subcrotilla мешкають на тихоокеанському узбережжі від еквадорської провінції Манабі на південь до Чікліна в перуанському регіоні Ла-Лібертад. Вони живуть в прибережних пустелях і сухих тропічних лісах, на висоті до 300 м над рівнем моря.. Живляться переважно личинками комах.